# Yūji Yabu
Yūji Yabu (nacido el 24 de mayo de 1984 en Isehara, Kanagawa) es un jugador japonés de fútbol, que actualmente juega en Roasso Kumamoto de Japón.

## Clubes
| Club              | País  | Año       |
| ----------------- | ----- | --------- |
| Kawasaki Frontale | Japón | 2007-2009 |
| Ventforet Kofu    | Japón | 2010-2011 |
| Roasso Kumamoto   | Japón | 2012-     |